# Хирано, Ёсихиса
Ёсихиса Хирано (яп. 平野 義久 Hirano Yoshihisa) (род. 7 декабря 1971 года, префектура Вакаяма, Япония) — японский композитор, автор музыки к многочисленным телевизионным шоу и аниме. Он прославился, написав саундтреки совместно с Хидэки Таниути к известному аниме «Тетрадь смерти». Хирано является членом Japan Society of Contemporary Music (Японское общество современной музыки).

## Биография
Ёсихиса Хирано родился в административном центре префектуры Вакаяма, расположенном на юге Японии. В ранние годы его внимание привлекла музыка в стиле барокко, и он начал изучать основы композиции ещё неопытным студентом. В средней школе он нашёл себя в джазе. Его приводила в восторг музыка великих мастеров джаза, например, Майлз Дэвис, Телониус Монк, Эрик Долфи и Джон Колтрейн. Вдохновленный их творчеством, он мечтал стать джазовым музыкантом, но внезапно открыл для себя современную музыку. Особый интерес у него вызывал Джон Зорн, впоследствии оказавший значительное влияние на него в юности. Советский композитор Дмитрий Шостакович также не оставил Хирано равнодушным, его симфонии побудили серьезное желание изучать композиции.
После этого он переехал в США и поступил в Истменскую школу музыки, где начал заниматься с Кристофером Раусом и Джозефом Швантером. Увлеченный книгами французских писателей XX века и философов, таких как Жорж Батай, Пьер Клоссовски, Андре Пьейр де Мандьярг и Жан Жене́, большую часть времени он посвятил чтению и музыке, пренебрегая занятиями в школе. Спустя некоторое время он и вовсе бросил школу, после чего дебютировал как композитор фильма в 2001 году. Хирано выпустил большое количество саундтреков к телевизионным шоу, фильмам, аниме, играм, от классической музыки до современной.

## Творчество
Композитор к аниме:
- 2021 — Нулевой Эдем (ТВ)
- 2019 — Дикие Зоиды (ТВ)
- 2018 — Томика: Гиперполиция [фильм]
- 2017 — Томика: Гиперполиция [ТВ]
- 2014 — Тэнди — лишний! Любовь
- 2014 — Сломанный Меч [ТВ]
- 2013 — Первый шаг [ТВ-3]
- 2013 — Путешествие по Дринланду 2
- 2013 — Охотник х Охотник (фильм первый)
- 2012 — Путешествие по Дринланду
- 2011 — Охотник х Охотник [ТВ-2]
- 2011 — Сломанный Меч (фильм шестой)
- 2011 — Сломанный Меч (фильм пятый)
- 2010 — Сломанный Меч (фильм четвёртый)
- 2010 — Сломанный Меч (фильм третий)
- 2010 — Сломанный Меч (фильм второй)
- 2010 — Сломанный Меч (фильм первый)
- 2010 — Чу-Бра!!
- 2010 — В далекие времена (спецвыпуск 2)
- 2009 — Боевые Библиотекари: Книга Банторры
- 2009 — Первый шаг [ТВ-2]
- 2008 — Реал-Драйв
- 2008 — Совершенно секретно: откровение
- 2007 — В далекие времена (спецвыпуск 1)
- 2007 — Стальной Джииг
- 2006 — Войны супер-роботов
- 2006 — Тетрадь Смерти [ТВ]
- 2006 — Мальчик Юто с Шёлкового Пути
- 2006 — В далекие времена — Фильм
- 2006 — Гостевой клуб лицея Оран
- 2006 — Клубничная тревога
- 2005 — В далекие времена OVA-3
- 2004 — Моя любовь
- 2004 — В далекие времена [ТВ]
- 2004 — Учительский час
- 2004 — Дни Мидори
- 2003 — Воздушный мастер
- 2002 — История юного Ханады
- 2002 — В далекие времена OVA-1
- 2002 — Семь из семи
- 2001 — Бейблэйд [ТВ-1]

Композитор в кино:
- 2016 — Да, я не напрягаюсь, и что? [ТВ-сериал]
- 2014 — Япония для взрослых [ТВ-сериал] 9.0/10 (1)

Дискография (аниме):
Death Note Original Soundtrack III (2007)
1. Misa no Uta (Orchestra Version)
2. Mikami Concertino
3. Trifling Stuff
4. Toward the Climax
5. Misa no Uta (Piano Solo)
6. Misa no Uta
7. Coda: Death Note

Death Note Original Soundtrack II (2007)
1. Kyrie II
2. Semblance of Dualism
3. Low of Solipsism II
4. Death Note Theme (Instrumental)
5. Tactics of the Absolute
6. Kyrie for Orchestra
7. Air
8. Light Lights up Light for Piano

Death Note Original Soundtrack (2006)
1. 01. Death Note Theme
2. 02. Kyrie
3. 03. Domine Kira
4. 04. Teloelogy of Death
5. 05. Low of Solipsism
6. 06. Requiem
7. 07. Immanence
8. 08. Dirge
9. 09. Light Lights up Light
10. 10. Alert